# Stephanus Jacobus van Royen (1909-1972)
Stephanus Jacobus van Royen/Roijen (Hoogezand, 15 april 1909 – 30 maart, 1972) was een Nederlands politicus.
Hij werd geboren als zoon van Isaac Antoni van Roijen (1861-1938) en Anna Margaretha Feith (1868-1940). Zijn vader was van 1890 tot 1926 burgemeester van Hoogezand. Zelf was hij volontair voor hij in 1935 bevorderd werd tot tweede ambtenaar ter secretarie bij de gemeente Eelde. In 1941 volgde zijn benoeming tot burgemeester van Sleen. Hij werd in 1943 ontslagen waarna hij werd opgevolgd door een NSB'er. Na de bevrijding kon Van Royen terugkeren als burgemeester van Sleen. Daarnaast was hij in 1946 een half jaar waarnemend burgemeester van Zweeloo. Eind 1959 werd Van Royen voor de periode van een maand geschorst vanwege (financiële) problemen bij de aanleg van een sportpark bij Veenoord. Gerard Londo, de burgemeester van Westerbork, werd toen tijdelijk tevens benoemd tot waarnemend burgemeester van Sleen. De schorsing werd verlengd en in april 1960 werd Van Royen ontslagen.
In 1972 overleed hij plotseling op 62-jarige leeftijd. In 1950 was al een basisschool naar hem vernoemd. Ondanks het ontslag besloot de gemeente Coevorden in 2017 om in Sleen naar hem een straat vernoemd: de 'Van Royenstraat'.